# 可愛貓理論

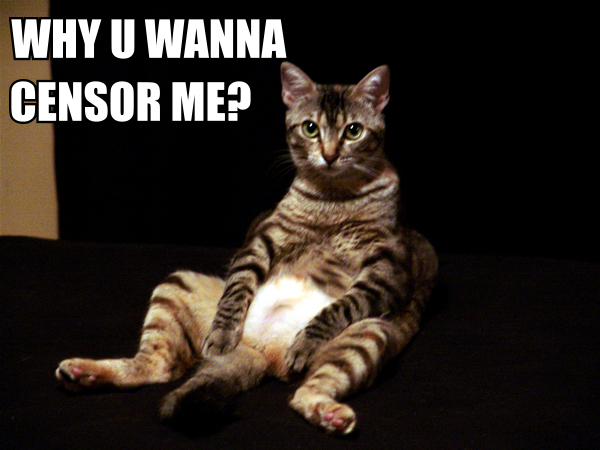
Lolcat圖片常常被網路上的使用者分享。

可愛貓理論是關於網路行動與網際網路審查的一種理論。「可愛貓」是由伊森·佐克曼於2008年所提出，用於代稱流傳於網路上，價值偏低但極為熱門的事物。這個理論假定多數人對於網路上的行動主義、激進主義沒有興趣，使用網路通常是用以進行日常的活動（包含但不限於瀏覽色情網站、閱讀並傳播迷因或Lolcat等）。為了這些日常活動所打造出來的工具（如Facebook、Twitter與其他類似的社群網路服務平台）不僅是對一般人，同時對社會運動行動者也是非常有用的，這些人通常缺乏資源來自行打造專用的類似工具。這使得這些行動者們較能免於受到政府的報復，因為相較於關閉一個私人的網站，關閉一個受歡迎的公眾平台更容易受到一般民眾的抗議。

## 網路審查、網路封鎖與後續效應
常見的網路審查與封鎖透過以下四種方式進行：封鎖關鍵字、封鎖網址、進行域名伺服器快取汙染、封鎖IP地址。封鎖關鍵字所需耗費成本極為高昂，需要建立一套封鎖列表並對整個國家之中所有的網路封包進行檢查；封鎖網址則效果甚微，網站營運者只需改寫網址即可繞過封鎖；域名伺服器快取汙染儘管執行方式簡單有效，卻會使網路用戶在發現無法存取所需網站後，改使用未經汙染的網域名稱系統服務，自此之後這個手法將無法再對該用戶起作用。封鎖IP地址通常是極權國家政府最常使用的一套方式，低成本且高效率的限制了該地區所有網路用戶對特定網站的訪問。
封鎖某個受歡迎的網站服務帶來的通常是適得其反的效果，這將使網路用戶開始學習如何使用匿名的代理伺服器服務，以及提高民眾對政府的不滿。前者可能讓原本對相關議題毫不關心的一般人開始了解議題內容、並且看到更多原本極權政府不願意普通民眾了解的事情（例如政治鎮壓、社會運動、社會不平等等） 後者將消耗執政當局的政治資本，可能為執政者帶來不穩定的局面。

## 相關案例

### 突尼西亞
突尼西亞異議人士薩米·本·加爾比亞長期關注其國內之人權議題，其本人在2011年之前是居於荷蘭的政治難民。薩米認為，突尼西亞總統宰因·阿比丁·班·阿里擅長用良好的公關掩飾突尼西亞對人民的壓制，故他選擇製作影片揭穿突尼西亞政府或使其感到尷尬。在阿拉伯之春事件中，薩米及相關人權運動者曾經在網路上發布影片，其內容是批評該國第一夫人使用總統專機前往歐洲多個都市購物，在網路上引起軒然大波。由於薩米的部落格早已被突尼西亞政府封鎖，於是他們將影片一同發布在Dailymotion（法語世界中廣為使用的影片分享網站）上，使得突尼西亞政府封鎖了該網站。

### 巴林
巴林的社會運動者透過Google地圖製作了一份PDF檔案，用以揭露在這個擁擠的國家之中，土地都保留給皇室宮殿此一事實。由於阻止PDF檔案的傳遞將對商業造成嚴重打擊，巴林政府封鎖了Google地圖，這使得該國部落客，如知名的言論自由倡議者Mahmood Al-Yousif大為光火。在短暫的時間後，巴林政府就放棄了封鎖。

## 政府的反制手段
包含但不限於：禁止代理伺服器服務、透過商務或法律手段迫使外國公司遵循該國政策、建立或培植能夠被政府控制的類似工具。

### 中國
中國政府建立了一套防火長城用於網路言論審查，被由哈佛法學院、劍橋大學和多倫多大學共同組建的「開放網路促進會」（OpenNet Initiative）評論為「全世界最發達的。比起其他有些國家的類似系統，中國的網路過濾範圍廣，手法細緻，並且效果顯著。」。此外，由於語言的不同，中國的網路公司開發出了中文版的社交軟體如微信、百度等，取代了歐美國家中常見的軟體或網路服務，這些在中國境內設立的公司自然受到中國政府的管制。

### 白俄羅斯
白俄羅斯政府曾經建立了一個模仿Google的網站，其中大部分搜索都會導向一個結果，其中顯示「KGB正在午休時間，請稍後再試。」